# Holopodostreptus braueri
Holopodostreptus braueri är en mångfotingart som beskrevs av Carl 1913. Holopodostreptus braueri ingår i släktet Holopodostreptus och familjen Pseudonannolenidae. Inga underarter finns listade i Catalogue of Life.